# Koprofagi

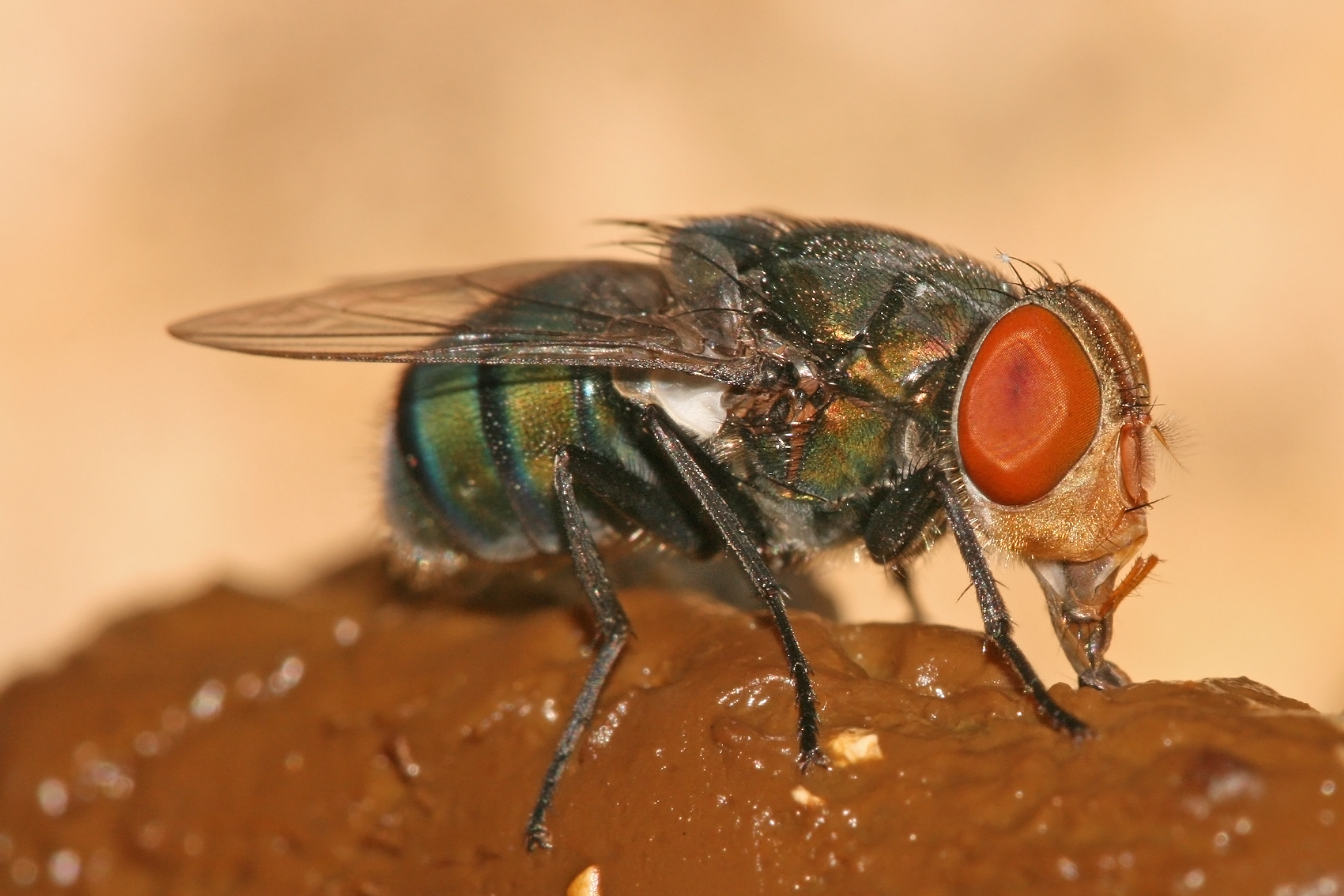
Hona av Chrysomya megacephala som äter fekalier.

Koprofagi innebär att äta avföring. Ordet härstammar från grekiskans κόπρος copros, "avföring" och φαγεῖν phagein, "att äta". Koprofagi innefattar många olika sorters konsumtion av avföring, inklusive att äta andra arters, sina artfränders (allokoprofagi) eller sin egen (autokoprofagi) – antingen taget direkt från anus eller efter att värddjuret defekerat. Koprofagi bör inte förväxlas med koprofili.
Hos människan har koprofagi observerats hos små barn, personer med psykisk störning, men även som en icke-konventionell sexakt. De flesta djur, utöver människan, som äter avföring gör det som en naturlig del av livet, som näringsintag eller exempelvis för att underlätta matsmältning, men det förekommer också hos djur att koprofagi är symptom på att individen mår dåligt eller är sjuk. 

## Ryggradslösa djur

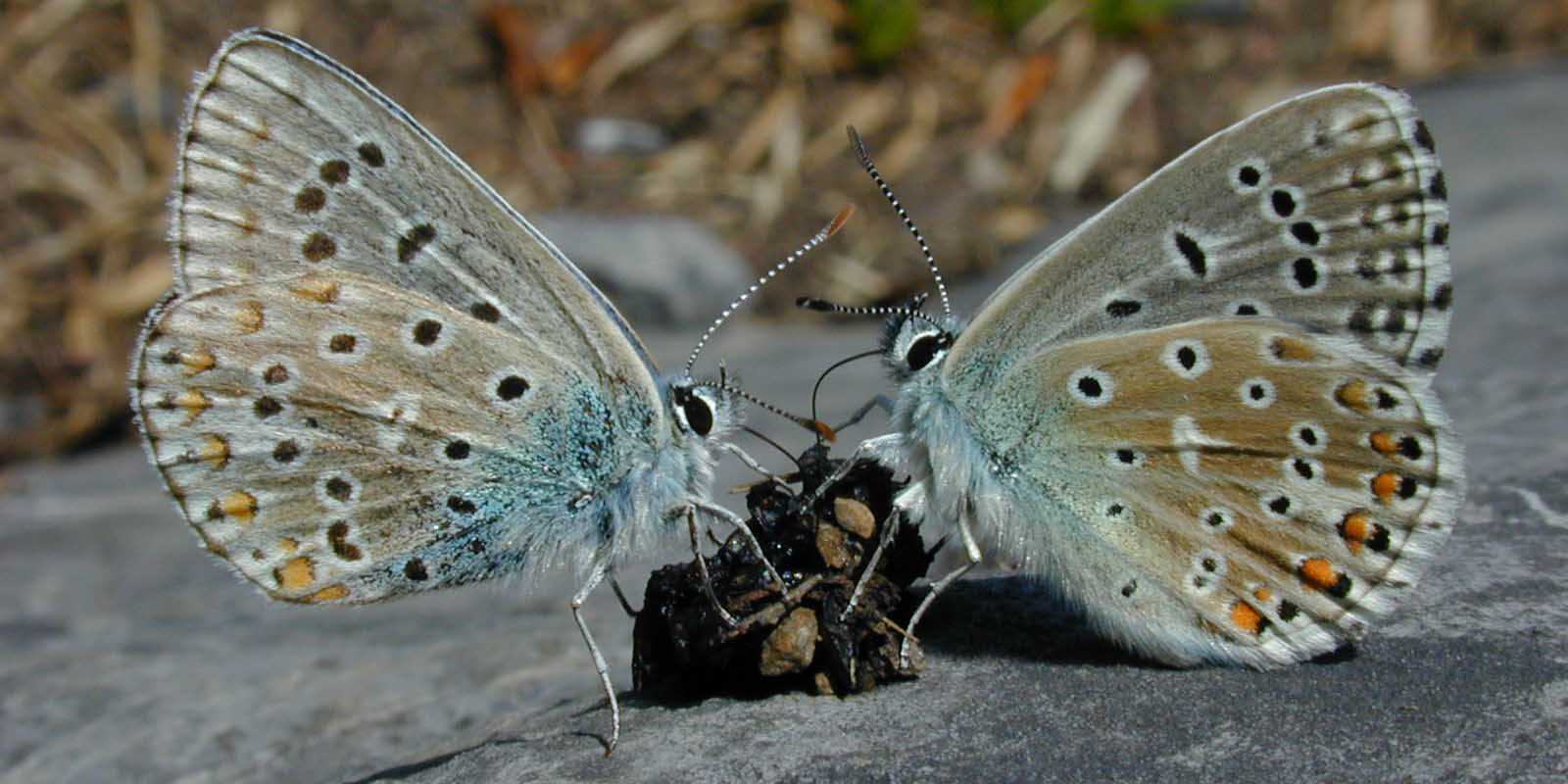
Två fjärilar av arten Lysandra bellargus äter på en liten bit avföring.

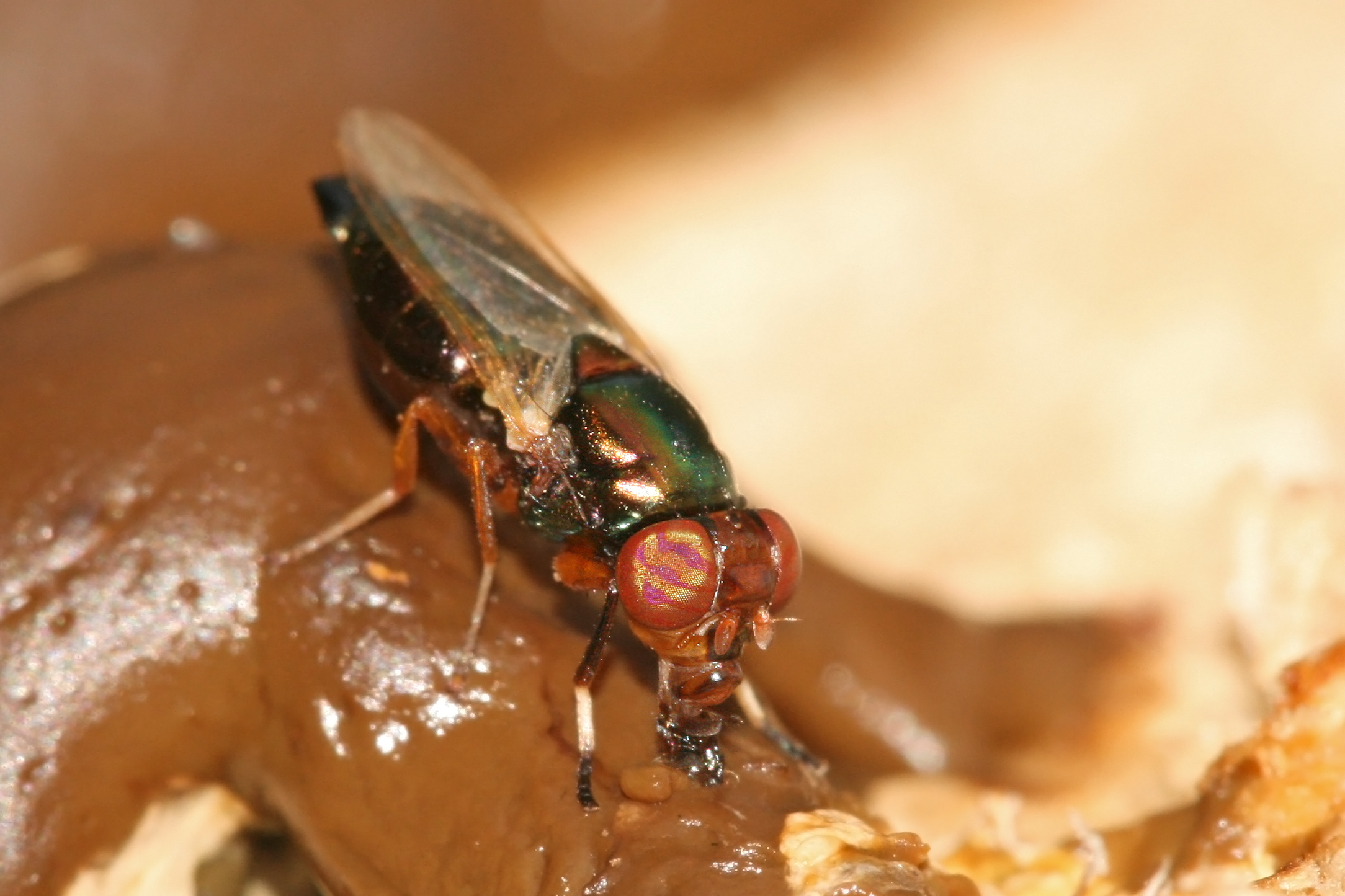
En hona av Physiphora alceae som äter fekalier.

Många insekter äter andra större djurs avföring, som ofta innehåller stora mängder näring som värddjuret inte helt lyckats spjälka, speciellt bland växtätare. Två typiska exempel på detta är vissa flugor och dyngbaggar. Dyngbaggar lever främst av fuktiga komponenter som är rika på mikroorganismer medan de använder fiberrikt fekaliskt material för att lägga sina ägg i.
Termiter äter varandras avföring för att få i sig de protister som lever symbiotiskt i termiternas nedre tjocktarm och som är en förutsättning för att termiterna ska kunna spjälka cellulosan i sin föda.

## Ryggradsdjur
Domesticerade och vilda djur äter ibland avföring, och hos vissa arter utgör det en viktig del för matsmältningen. Hundar kan äta sin avföring, förmodligen för att balansera tarmflora eller för att få i sig saknade näringsämnen.
Arter inom gruppen Lagomorpha, som harar, kaniner och pipharar producerar två olika typer av avföring - hårda och mjuka - där de senare kallas cecotrofer. Denna mjuka avföring konsumerar djuren för att utvinna extra näringsämnen. Cecotrofer består av tuggat växtmaterial som ansamlas i blindtarmen där det finns stora mängder bakterier som hjälper till att spjälka cellulosa, men även producerar B-vitaminer. Efter att ha defekerat, sväljer djuret åter den mjuka cecotrofen hel som då spjälkas i en speciell del av magen. Denna process kallas cecotrofi och tillåter djuret att få i sig all näring som annars hade gått förlorad, men ger även djuret näringsämnen som skapats av dess egen mikrobiotiska aktivitet. Denna process fyller samma funktion som idissling hos vissa djur. Även hamstrar, marsvin, chinchillor och kalråttor äter sin egen avföring på ett liknande sätt.
Ungar av elefanter, pandor, koalor och flodhästar äter avföring från sina mödrar, eller från andra individer i flocken, för att få i sig viktiga tarmbakterier för att kunna spjälka den vegetation som finns i det egna habitatet. Även hästföl äter avföring, förmodligen av samma orsak. Även vuxna hästar observeras ibland äta avföring, förmodligen för att få i sig näringsämnen.
Gorillor har sällsynt observerats äta sin egen avföring - men orsaken är oklar. Grisar äter ibland avföring från växtätare, inklusive sin egen.
Älgar som äter avföring från en annan älg har observerats i Norge under 2023.

### Människan
Koprofagi har observerats hos patienter med schizofreni och pica.
De finns rapporter om att "... konsumtion av färsk, varm kamelbajs har rekommenderats av beduiner som bot mot bakteriell dysenteri. Dess effektivitet (förmodligen på grund av förekomsten av den antibiotiska subtilisinen från Bacillus subtilis) finns anekdotiskt bekräftat av tyska soldater i Afrika under 2:a världskriget".
Koprofagi kan även vara en form av sexuell fetischism och avbildas i viss pornografi, ofta under beteckningen scat (från engelskans scatology, vilket på svenska betyder "skatologi", det vill säga "studiet av  exkrementer").